# Parawixia matiapa
Parawixia matiapa là một loài nhện trong họ Araneidae.
Loài này thuộc chi Parawixia. Parawixia matiapa được Herbert Walter Levi miêu tả năm 1992.